# Alexandre Picard (difensore di hockey su ghiaccio)
Alexandre Remi Picard (Gatineau, 5 luglio 1985) è un hockeista su ghiaccio canadese che gioca nel ruolo di difensore. Nel corso della carriera ha giocato in NHL e in KHL.

## Carriera
Picard iniziò la propria carriera con la maglia degli Halifax Mooseheads nella QMJHL, giungendo alla finale del campionato nel corso della stagione 2002–03, stagione in cui fu scelto al Draft dai Philadelphia Flyers. Nella stagione successiva fu trasferito ai Cape Breton Screaming Eagles, per poi concludere la propria avventura ancora ad Halifax nel 2005.
Prima della fine dell'anno Picard fu chiamato d'emergenza per sostituire un difensore infortunato dei Philadelphia Phantoms, squadra della AHL affiliata ai Flyers che stava giocando le finali della Calder Cup. Egli poté giocare due partite contribuendo al successo sui Chicago Wolves. Nelle stagioni successive dopo essere stato ingaggiato ufficialmente dai Flyers alternò presenze fra la NHL e la AHL.
Picard concluse la stagione 2007-08 con i Tampa Bay Lightning dopo uno scambio con i Flyers che coinvolse l'attaccante Václav Prospal. Nell'estate del 2008 Picard passò agli Ottawa Senators insieme a Filip Kuba e una prima scelta al draft in cambio di Andrej Meszároš. Nel febbraio del 2010 Picard fu ceduto ai Carolina Hurricanes in cambio di Matt Cullen.
Nella stagione 2010-11 Picard giocò con i Montreal Canadiens. L'anno successivo militò invece nei Pittsburgh Penguins, giocando anche in AHL.
Nel 2012 si trasferì in Europa giocando in Kontinental Hockey League con il Lev Praga. Nell'estate del 2013 si trasferì nella EBEL con gli austriaci del Graz 99ers. Dopo una stagione in DEL con i campioni di Germania dell'ERC Ingolstadt Picard si trasferì in Svizzera per andare a giocare con l'HC Fribourg-Gottéron.

## Palmarès

### Club
- Calder Cup: 1

Philadelphia: 2004-2005
- Coppa Spengler: 1

Team Canada: 2015

### Individuale
- AHL All-Star Classic: 1

2008
- QMJHL Second All-Star Team: 1

2004-2005